# 2015年瑞福吉歐州立海灘漏油事故

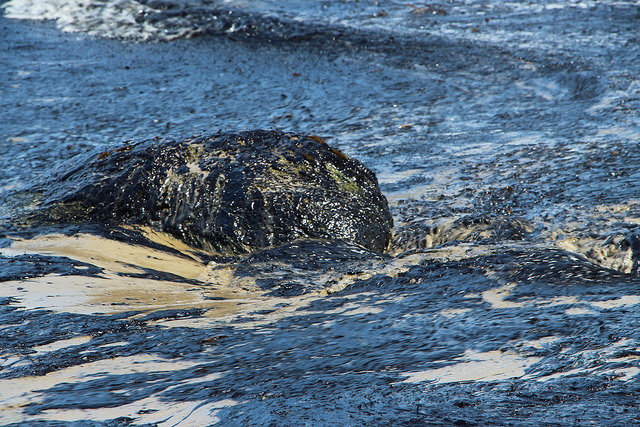
漏油現場，2015年5月19日攝

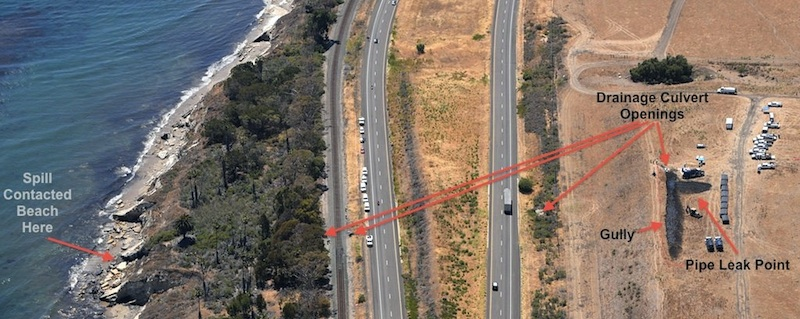
現場空照圖

2015年瑞福吉歐州立海灘漏油事故，是指發生於2015年5月19日，在美國加州聖巴巴拉瑞福吉歐州立海灘（Refugio State Beach）所發生的原油洩漏事故。一條平原全美輸油管道公司（Plains All American Pipeline，PAA）所有，約11英里長，沿著海岸線鋪設的輸油管，於5月19日破裂，州長杰瑞·布朗已在20日晚發出公告，宣布該地進入緊急狀態，动用州政府储备资金，协助清理。
這條輸油管線是PAA在1991年間興建的，路線與101号美国国道平行，管線直徑約60公分，當局在漏油的數小時後才緊急關閉管線，導致約10萬5千加侖（約39萬公升）的原油外洩，其中有約五分之一流入大海與海灘，連當地的海鳥也受到汙染。
該地在1969年也曾發生過類似事故。